# Igreja de Nossa Senhora do Rosário (Floresta)
A Igreja de Nossa Senhora do Rosário, é um antigo oratório da Fazenda Grande, dedicado ao Senhor Bom Jesus dos Aflitos. Pertence a circunscrição eclesiástica da Diocese de Floresta. Esta localizada no município de Floresta, estado de Pernambuco.

## História
Em meados do século XVIII, os descendentes dos primeiros colonizadores, do vasto território do sertão de pernambuco, preservavam a fé católica transmitida através de gerações desde além-mar. Era comum fazendeiros doarem terras em favor do santo de sua devoção, demonstrando sua gratidão a Deus e o desapego as coisas terrenas. O casal da Fazenda Grande, que participava das celebrações litúrgicas nas missas aos domingos e dias santos em oratório particular, dever de todos os católicos de acordo com os mandamentos, doou metade de suas terras para a construção de uma capela sob a invocação do Senhor Bom Jesus dos Aflitos.
Oratório
A primeira doação feita pelo casal da Fazenda Grande para a construção de um oratório consta de 23 de janeiro de 1776, tendo como testemunhas o Capitão Francisco Gomes de Sá, Capitão David Gomes de Sá, e o Capitão Bartolomeu de Sousa Ferraz.

No dia 22 de dezembro de 1777, por provisão do bispo Dom Tomás da Encarnação Costa Lima, obteve licença o Capitão José Pereira Maciel e sua mulher D. Joana de Sousa Silveira, proprietários da Fazenda Grande, para celebrar missa nos domingos e dias santificados em oratório particular.
Capela
Em segunda doação, na data do dia 2 de março de 1778, o Capitão José Pereira Maciel e sua esposa resolveram construir uma capela na própria Fazenda Grande, sob a invocação do Senhor Bom Jesus dos aflitos, e constituindo o seu competente patrimônio canônico por escritura pública lavrada na fazenda do Riacho do Navio. Fizeram doação da metade dessa fazenda, na proporção de meia légua de terras, para patrimônio da mesma capela. Como testemunha desta segunda doação estavam presentes o Alferes Tomé de Sousa Ferraz, o Capitão Bartolomeu de Sousa Ferraz, o Capitão David Gomes de Sá e o Capitão Cypriano Gomes de Sá.
Insinuada e aprovada essa doação, em 16 de fevereiro de 1780, pelo respectivo Provedor Dr. João Soares Barbosa, servindo de escrivão da Camara Episcopal o Reverendo Presbítero Clemente Fernandes de Moraes sobre o fundamento de 
"valerem as terras doadas cento e cincoenta mil réis; produzirem mais de seis mil réis anuais; estarem os doadores, na mansa e pacifica posse delas; ter sido a doação feita sem prejuízo de terceiros (e não os tinham e não tiveram descendentes) e, sem pacto, conluio, simulação, dolo ou causa que duvida fizesse, fora concedida a licença solicitada, dando os doadores, começo aos trabalho da aludida capela no ano de 1780, com o auxilio do povo".  Houve a inauguração da capela com bênção solene em 22 de julho de 1792.
Paróquia
No ano de 1802, do dia 11 de setembro foi expedido o alvará, confirmando a criação da paróquia do Senhor Bom Jesus dos aflitos na povoação de Fazenda Grande, que no ano anterior fizera o bispo Dom José Joaquim da Cunha Azeredo Coutinho a requerimento dos seus habitantes, tendo lugar a sua instalação em 10 de janeiro de 1803. Consta como o seu primeiro vigário o Padre Serafim de Sousa Pereira.
Em 1862 os moradores da localidade incorporaram uma Irmandade do SS. Sacramento, tendo o seu compromisso aprovado em mesa-geral de 20 de fevereiro de 1865.
Em 1897 foi construída a Igreja Matriz, onde hoje é a Catedral do Senhor Bom Jesus dos Aflitos, e para lá foi transferida a imagem do Padroeiro, ficando a igreja primitiva, monumento de História e de Fé, sob o patrocínio de Nossa Senhora do Rosário.

## Características
A igreja é uma construção em estilo barroco, com 300 metros quadrados. No altar-mor, trabalhado em madeira entalhada e detalhes de linhas curvas, há imagens de Nossa Senhora do Rosário, de Nossa Senhora das Dores e de São Benedito, todas esculpidas em madeira por artistas não conhecidos.